# ماريو أديسون
ماريو أديسون (بالإنجليزية: Mario Addison)‏ هو لاعب كرة قدم أمريكية أمريكي، ولد في 6 سبتمبر 1987 في برمنغهام في الولايات المتحدة.

## وصلات خارجية
- ماريو أديسون على موقع مرجع كرة القدم المحترفة.كوم (الإنجليزية)